# Pardosa masurae
Pardosa masurae là một loài nhện trong họ Lycosidae.
Loài này thuộc chi Pardosa. Pardosa masurae được Esyunin & Efimik miêu tả năm 1998.